# Frankie Goes to Hollywood
Frankie Goes to Hollywood (FGTH) was een Britse popgroep uit Liverpool die in de jaren 80 erg populair was. De naam Frankie Goes to Hollywood is afkomstig van een poster over de filmcarrière van Frank Sinatra.

## Geschiedenis
De band ontstond in de Liverpoolse Punkscene van de jaren 70. Hier vormden Peter Gill, Jed O'Toole en Brian Nash de band Sons of Egypt, samen met Holly Johnson als zanger. In 1980 vormden zij, samen met Mark O'Toole maar zonder Nash de band Frankie Goes to Hollywood. Vrij snel daarna voegde Paul Rutherford zich bij de groep. Jed O'Toole heeft de band in 1984 tijdelijk verlaten en werd vervangen door Brian Nash. Toen Jed O'Toole hetzelfde jaar weer terugkeerde bestond de band uit zes leden.
De eerste single Relax, uitgebracht in het late najaar van 1983, werd pas een grote hit, nadat diskjockey Mike Reid op BBC Radio 1 in zijn live-programma de plaat van de draaitafel haalde en in tweeën brak nadat hij wat beter naar de expliciete homo-erotische tekst luisterde. Ook de videoclip bij Relax was uiterst controversieel: hij speelde zich af in een SM-club. De BBC deed daarop de single in de ban, waarna er een enorme vraag naar de single ontstond en er -om verdere incidenten te voorkomen- een neutrale videoclip werd gemaakt.
Relax werd opgevolgd door de eveneens door Trevor Horn geproduceerde single Two Tribes, een nummer over kernoorlog. Dit nummer werd in onder meer Groot-Brittannië en Nederland een nummer 1-hit. De videoclip was in Groot-Brittannië vanwege het gewelddadige karakter niet te zien. In de videoclip, geregisseerd door Godley & Creme, vochten twee lookalikes van respectievelijk Ronald Reagan en Konstantin Tsjernenko (de leiders van de Verenigde Staten en de Sovjet-Unie van dat moment) een verbeten strijd in een worstelring, terwijl de bandleden van FGTH op de uitslag wedden. Aan het einde van de clip explodeerde de aardbol.
De derde single, The power of love, werd in Groot-Brittannië de derde nummer 1-hit op rij; FGTH werd daardoor de tweede groep in de Engelse hithistorie die dat bereikte met de eerste drie singles. De eerste was Gerry & the Pacemakers in 1964.
De groep bracht nog enkele singles uit, totdat zanger Holly Johnson de groep in 1987 verliet. Johnson, toen inmiddels hiv-patiënt, kwam in 1989 met een redelijk succesvol soloalbum. Hierna werd het stil rond de groep en haar leden. Wel werd in 1993 een remix van Relax uitgebracht.
In 2003 deed muziekzender VH1 een poging om de band weer bij elkaar te krijgen, maar dat mislukte omdat Johnson er geen zin in had:  "Not in the next millennium". Ook Nash bedankte voor een reünie die er toch kwam. Tussen 2004 en 2007 traden de overige leden op met zanger Ryan Molloy en namen ze nieuw materiaal op onder de naam Forbidden Hollywood. Dit om te voorkomen dat Johnson hen voor de rechter zou slepen wegens gebruik van de groepsnaam. Hierna werd nog een aantal compilaties uitgebracht.

## Discografie

### Albums
| Album met eventuele hitnotering(en) in de Nederlandse Album Top 100 | Datum van verschijnen | Datum van binnenkomst | Hoogste positie | Aantal weken | Opmerkingen   |
| ------------------------------------------------------------------- | --------------------- | --------------------- | --------------- | ------------ | ------------- |
| Welcome to the Pleasuredome                                         | 29-10-1984            | 10-11-1984            | 3               | 34           |               |
| Liverpool                                                           | 20-10-1986            | 01-11-1986            | 6               | 15           |               |
| Bang!... The Greatest Hits of Frankie Goes to Hollywood             | 18-10-1993            | 30-10-1993            | 19              | 16           | Verzamelalbum |

### Singles
| Single met eventuele hitnotering(en) in de Nederlandse Top 40 | Datum van verschijnen | Datum van binnenkomst | Hoogste positie | Aantal weken | Opmerkingen                                                    |
| ------------------------------------------------------------- | --------------------- | --------------------- | --------------- | ------------ | -------------------------------------------------------------- |
| Relax                                                         | 24-10-1983            | 04-02-1984            | 5               | 8            | Nr. 5 in de Nationale Hitparade                                |
| Two Tribes                                                    | 28-05-1984            | 23-06-1984            | 1(3wk)          | 14           | Nr. 1 in de Nationale Hitparade                                |
| The Power of Love                                             | 19-11-1984            | 01-12-1984            | 9               | 10           | Nr. 10 in de Nationale Hitparade                               |
| Welcome to the Pleasuredome                                   | 18-03-1985            | 06-04-1985            | 12              | 8            | Nr. 14 in de Nationale Hitparade                               |
| Rage Hard                                                     | 22-08-1986            | 13-09-1986            | 7               | 9            | Nr. 6 in de Nationale Hitparade / Veronica Alarmschijf Radio 3 |
| Warriors (of the Wasteland)                                   | 11-11-1986            | 06-12-1986            | 36              | 3            | Nr. 26 in de Nationale Hitparade                               |
| Watching the Wildlife                                         | 23-02-1987            | -                     |                 |              | Nr. 47 in de Nationale Hitparade Top 100                       |
| Relax '93                                                     | 24-09-1993            | 30-10-1993            | 8               | 7            | Nr. 12 in de Mega Top 50                                       |

| Single met hitnotering(en) in de Vlaamse Ultratop 50 | Datum van verschijnen | Datum van binnenkomst | Hoogste positie | Aantal weken | Opmerkingen                 |
| ---------------------------------------------------- | --------------------- | --------------------- | --------------- | ------------ | --------------------------- |
| Relax                                                | 1984                  | -                     |                 |              | Nr. 4 in de Radio 2 Top 30  |
| Two Tribes                                           | 1984                  | -                     |                 |              | Nr. 1 in de Radio 2 Top 30  |
| The Power of Love                                    | 1984                  | -                     |                 |              | Nr. 9 in de Radio 2 Top 30  |
| Welcome to the Pleasuredome                          | 1985                  | -                     |                 |              | Nr. 10 in de Radio 2 Top 30 |
| Rage Hard                                            | 1986                  | -                     |                 |              | Nr. 7 in de Radio 2 Top 30  |
| Relax '93                                            | 1993                  | -                     |                 |              | Nr. 15 in de Radio 2 Top 30 |

### NPO Radio 2 Top 2000
| Nummers met noteringen in de NPO Radio 2 Top 2000 | '99 | '00 | '01 | '02 | '03 | '04 | '05  | '06  | '07  | '08  | '09  | '10  | '11  | '12  | '13  | '14  | '15  | '16  | '17  | '18  | '19  | '20  | '21  | '22  | '23  | '24  |
| ------------------------------------------------- | --- | --- | --- | --- | --- | --- | ---- | ---- | ---- | ---- | ---- | ---- | ---- | ---- | ---- | ---- | ---- | ---- | ---- | ---- | ---- | ---- | ---- | ---- | ---- | ---- |
| Relax                                             | -   | 394 | 634 | 620 | 685 | 737 | 1224 | 1240 | 1681 | 1051 | 1384 | 1466 | 1579 | 1299 | 1650 | 1431 | 1852 | 1349 | 1376 | 1622 | 1630 | 1679 | 1578 | 1754 | 1773 | 1721 |
| The Power of Love                                 | 334 | 430 | 458 | 413 | 561 | 424 | 639  | 515  | 679  | 543  | 718  | 684  | 702  | 623  | 565  | 555  | 441  | 452  | 387  | 537  | 574  | 546  | 505  | 552  | 531  | 553  |
| Two Tribes                                        | -   | -   | -   | -   | -   | -   | -    | -    | 1687 | -    | 1663 | 1729 | 1940 | 1506 | 1597 | 1548 | 1519 | 1608 | 1600 | 1606 | 1650 | 1970 | 1880 | 1735 | 1900 | 1847 |

1. ↑  Een '-' betekent dat het nummer niet was genoteerd en een vetgedrukt getal geeft de hoogste notering van een nummer aan.